# Stanisław Skrzypek
Stanisław Skrzypek (ur. 12 lutego 1937 w Brudzewicach) – polski działacz partyjny i państwowy, ekonomista, w latach 1985–1989 dyrektor generalny Urzędu Rady Ministrów.

## Życiorys
Syn Jana i Jadwigi. Po ukończeniu Technikum Ekonomicznego w Lipinach w 1959 został absolwentem Wydziału Rolnictwa Szkoły Głównej Planowania i Statystyki. W okresie nauki należał do Zrzeszenia Studentów Polskich i Związku Młodzieży Polskiej. W 1985 uzyskał stopień doktora nauk ekonomicznych, pracował jako wykładowca Wojskowej Akademii Politycznej.
W 1962 wstąpił do Polskiej Zjednoczonej Partii Robotniczej, był m.in. członkiem Komisji Ekonomicznej Komitetu Powiatowego PZPR w Kozienicach. Pracował w oddziałach Narodowego Banku Polskiego w Opocznie i Kozienicach (dyrektor 1963–1968), następnie do 1970 pracował w centrali NBP jako naczelnik w Departamencie Ekonomicznym. Od 1971 pracownik Urzędu Rady Ministrów jako doradca (1971–1976, 1979–1981) oraz dyrektor gabinetu wicepremierów m.in. Józefa Kępy (1976–1979, 1981–1985). Został członkiem egzekutywy OOP PZPR w URM, a od 1981 do 1986 był I sekretarzem tamtejszego Komitetu Zakładowego PZPR. Od 19 grudnia 1985 do 1 grudnia 1988 dyrektor generalny Urzędu Rady Ministrów. Należał do komisji rządowej powołanej po katastrofie w Czarnobylskiej Elektrowni Jądrowej. W 1989 został wiceprezesem Państwowego Banku Kredytowego.